# The Wedding Date
The Wedding Date is een Amerikaanse een romantische komedie uit 2005 onder regie van Clare Kilner.

## Verhaal
Kat Ellis (Debra Messing), een 30-jarige New Yorkse, ietwat neurotische, verantwoordelijke bij een luchtvaartmaatschappij, moet naar Londen voor de bruiloft van haar jongere zus. Maar Kat ziet het helemaal niet zitten om daar als vrijgezel toe te komen en haar ex-verloofde te zien die getuige is van het huwelijk. Ze besluit een mannelijke escort, Nick Mercer (Dermot Mulroney), in te huren om mee te gaan als haar vriend. Terwijl de voorbereidingen voor de feestelijkheden in Londen in volle gang zijn, ontdekt Kat dat ze Nick wel meer dan leuk begint te vinden.

## Rolverdeling
- Debra Messing als Kat Ellis
- Dermot Mulroney als Nick Mercer
- Jack Davenport als Edward Fletcher-Wooten
- Amy Adams als Amy Ellis
- Sarah Parish als T.J.
- Peter Egan als Victor Ellis
- Holland Taylor als Bunny